# Moxi
Ne doit pas être confondu avec Moxi (pâtisserie).
Moxi (磨溪) était la concubine du dix-septième et dernier roi de la dynastie Xia, Jie Gui. On dit d'elle qu'elle eut un effet néfaste sur le roi, l'entraînant dans la débauche et la cruauté. Elle fut cependant répudiée par Jie quand il trouva deux filles plus belles qu'elle. Elle entre dans le cercle des femmes manipulatrices, qui ont causé la fin d'une dynastie telles que Daji, la préférée de Shang Di Xin, Baosi, la favorite de Zhou Youwang et Cixi la concubine de Qing Xianfeng.